# Klemen Klemen
Klemen Klemen, slovenski raper, * 1975, Ljubljana.
Leta 2000 je posnel album Trnow stajl, na katerem sta najodmevnejši skladbi Keš pičke, Trnow I / The Neralić Story. Leta 2004 je posnel album Hipnoza s hitom Šnopc. Sodeloval je tudi s Simonom Stojkom Falkom in z znanimi glasbeniki, kot npr. z Vladom Kreslinom na cedeju Generacija. Sodeloval pa je tudi s še takrat znanim Ali Enom.
Za razliko od umetniških imen, ki so pogosto drugačna od rojstnega imena, je njegovo ime pravo.

## Diskografija
- Trnow stajl (2000)
- Hipnoza (2003)
- S3P (2015)